# Abdel Rahman Swar al-Dahab
Abdel Rahman Swar al-Dahab, també esmentat com Abd al-Rahman Suwar al-Dahab (àrab: عبد الرحمن سوار الذهب, ʿAbd ar-Raḥmān Suwār aḏ-Ḏahab) (Al-Ubayyid o Omdurman, Sudan Angloegipci, 1934 - Riad, Aràbia Saudita, 18 d'octubre de 2018) fou un militar sudanès amb el grau de mariscal de camp, president del Sudan del 6 d'abril de 1985 al 6 de maig de l'any següent.

## Biografia
el 1934, es va graduar a l'Acadèmia Militar Sudanesa. Es convertia en un personatge prominent quan l'anterior president Gaafar al-Nimeiry el va nomenar com a cap d'Estat Major i després Ministre de Defensa i comandant general de les forces armades el 1984.
El 1985, d'acord amb l'anomenat Front Nacional que agrupava a tots els partits democràtics d'oposició, va dirigir un cop d'estat que destituïa el President Nimeiry que el va convertir en President del Consell Militar Transitori amb la promesa de convocar eleccions en el termini d'un any. Swar al-Dahab va complir la promesa, va convocar eleccions i va cedir el poder al vencedor, Sadiq al-Mahdi, cap de l'Umma, el 6 de maig de 1986.
El 1987, es convertia en President de l'Organització de la Crida Islàmica (Islamic Call Organization), una entitat de beneficència i ajut musulmana, càrrec que encara tenia el 2010.